# Kinor (Filmstudio)
Kinor war ein jüdisches Filmstudio in Polen von 1936 bis 1949.
Es wurde gegründet von den Brüdern Saul und Isaak Goskind.

## Geschichte
Das Studio produzierte zahlreiche jiddischsprachige Spiel- und Dokumentarfilme.
Zu den bekanntesten Spielfilmen gehören Al Chejt (dt. Die Sünden) von 1936, Frejliche Kabconim von (dt. Die glücklichen Armen) von 1937 und Unzere Kinder von 1948.
Viele der Filme wurden von der amerikanischen Hilfsorganisation Joint Distribution Committee finanziell unterstützt.
Nach dem Krieg wurde Kinor 1945 Teil des Produktionsteams von "Film Polski".
Die wichtigsten Mitglieder von Kinor waren:
- Saul Goskind – als Produzent
- Izaak Goskind – Produzent Assistent
- Adolf Forbert – Kameramann
- Władysław Forbert – Kameramann
- Saul Berezowski – Musikdirektor
- Natan Gross – Regisseur, Drehbuchautor